# Nyabage
Nyabage är ett periodiskt vattendrag i Burundi.   Det ligger i provinsen Bujumbura Rural, i den västra delen av landet, 17 km söder om huvudstaden Bujumbura.
Runt Nyabage är det tätbefolkat, med 530 invånare per kvadratkilometer.